# Eliminationsreaktion
En eliminationsreaktion är en grundläggande typ av reaktioner inom organisk kemi. Till eliminationer räknas reaktioner där två grupper bortgår från två till varandra bundna atomer så att en dubbel- eller trippelbindning uppstår, detta är den vanligaste typen av elimination även kallad β-elimination – och denna artikel kommer att behandla denna. En annan typ av elimination är den där bägge bortgående grupperna kommer från samma kol så att en karben uppkommer, detta brukar betecknas α-elimination. Då de bägge bortgående grupperna sitter i tre kol ifrån varandra så att det vid eliminationen uppstår en cyklopropanring benämns detta γ-elimination. 
Eliminationer i lösning kan vidare indelas efter reaktionsmekanismen:

## E1-mekanismen
E1-mekanismen (elimination, unimolekylär) förlöper i två steg. I det inledande och hastighetsbestämmande steget joniseras substratet genom att den lämnande gruppen lämnar, så att en karbokatjon uppkommer - alltså samma sak som sker vid SN1-reaktioner. Denna förlorar snart en proton β till karbokatjonen, ofta agerar lösningsmedlet bas. Kvoten E1/SN1 är oberoende av den lämnande gruppen, eftersom när väl karbokatjon bildas spelar det ingen roll ifrån vilket substrat den bildades, dock spelar den lämnande gruppen roll för hastigheten för dessa båda reaktioner.

## E2-mekanismen
E2-mekanismen (elimination, bimolekylär) förlöper i ett steg. En bas rycker en proton från substratet samtidigt som en lämnande grupp bortgår. Eftersom basen är av avgörande betydelse (till skillnad från i E1-reaktionen), så bestäms hastighetsuttrycket av både koncentrationen substrat och koncentrationen bas. E2-reaktioner är stereospecifika där vätet och den lämnade gruppen sitter 180°, antiperiplant, eller 0°, synperiplant, i förhållande till varandra. Antiperiplana eliminationer är vanligast eftersom som dessa sker i staggered konformationen, medan synperiplana kräver eclipsed konformation. Det går här ur att sluta sig till om en viss elimination kommer att ge upphov till en cis- eller transprodukt. 

## E1cB-mekanismen
E1cB-mekanismen förlöper i två steg. Till skillnad ifrån E1-mekanismen sker deprotonering av substratet innan den lämnande gruppen bortgår. På detta sätt uppkommer en karbanjon som en intermediär. Denna typ av reaktion förekommer då den lämnande gruppen är dålig och vätet är surt. Eftersom deprotoneringen är en reversibel reaktion kan den studeras med hjälp av deuterium, då detta förväntas finnas att väte har bytts ut mot denna isotop om reaktionen avbryts innan fulländning. 
Ex på en E1cB: Cl2C=CHCl + OH- → ClC≡CCl + H2O + Cl-

### Exempel

Isobutylbromid reagerar med kaliumetoxid i etanol och ger isobuten, kaliumbromid och etanol.